# Društvo bosansko-hercegovačkih Hrvata u Zagrebu
Društvo bosansko-hercegovačkih Hrvata u Zagrebu, udruga bh. Hrvata iz Zagreba.

## Povijest
Osnovano je ožujka u 1939. godine. Osnovali su ga Zagrepčani iz građanskih i intelektualnih krugova koji su podrijetlom ili nekim drugim putem bili u svezi s Bosnom i Hercegovinom. Pristupili su društvu i zagrebački građanski muslimanski koje je predvodio zagrebački muftija 
Ismet Muftić. Osnovano je u povodu glasina o diobi Bosne i Hercegovine. Zadaća društva bila je promicati suradnju bosansko-hercegovačkih katolika i muslimana na podlozi hrvatske nacionalne misli i obavješćivanja hrvatske javnosti o kulturnim, vjerskim i političko-nacionalnim značajkama Bosne i Hercegovine.
Predsjednik je bio povjesničar Ćiro Truhelka, a potpredsjednik Ismet Muftić. Društvo je u javnosti zastupalo je koncept hrvatske nacionalne pripadnosti Bosne i Hercegovine. Bilo je to u vrijeme pregovora oko određivanja konačnih granica Banovine Hrvatske. U nadzornom odboru bio je Halid Muftić.
Društvo je premda prohrvatsko, bilo proturežimsko, jer je Banovina Hrvatska djelovala pod kapom vlasti. Društvo je kritiziralo razgraničenje kojim je najveći dio Bosne i Hercegovine ostavljen izvan Banovine Hrvatske, zbog čega su ga vlasti pratile sa sumnjom. Sumnju su pojačali ulasci pojedinaca u ovo nestranačko društvo, koji su bili u svezi s ustaškim krugovima. Društvo je prestalo raditi nakon uspostave NDH, jer su prema vjerovanju osnivača ostvarene temeljne društvene zadaće. Pojedini članovi Društva postali su upravni i kulturni dužnosnici.

## Istaknuti članovi
Istaknuti članovi proizašli iz Društva:
- Mehmed Alajbegović, ministar skrbi za postradale krajeve i ministar vanjskih poslova
- Grga Ereš, zamjenik stožernika Ustaškog sveučilišnog stožera i redarstveni dužnosnik
- Mirko Jurkić, od 1941. do 1945. tajnik Matice Hrvatske
- Slavko Kvaternik, poslije doglavnik, vojskovođa i ministar domobranstva
- Junus Mehmedagić, potpredsjednik Hrvatske državne banke
- Hasib Muradbegović, predsjednik Banskog stola u Sarajevu, potpredsjednik i predsjednik Vrhovnog suda u Banjoj Luci i Zagrebu
- Stjepan Ratković, ministar narodne prosvjete, poslanik u Berlinu
- Ante Štitić, ustaški i redarstveni dužnosnik